# Peruť (letecká jednotka)
Peruť je označení jednotky vojenského letectva složené z určitého počtu letadel (v závislosti na konkrétním letectvu a někdy i typu letadel), většinou jednoho typu, jejich posádek a pozemní technické obsluhy, obvykle dále rozdělené na dvě až čtyři letky či roje. V české letecké terminologii se název peruť začal používat ve 20. letech 20. století, přičemž značil jednotku o velikosti 20–40 letounů, složenou z několika (obvykle tří) letek po 9–12 strojích. Perutě Royal Air Force, v nichž během druhé světové války sloužili i čeští letci, se od původních československých perutí odlišovaly, protože měly ve stavu 12–18 strojů a skládaly se z letek po šesti letounech. Poválečné československé letectvo ani současné české letectvo termín peruť nepoužívají.

## Terminologie

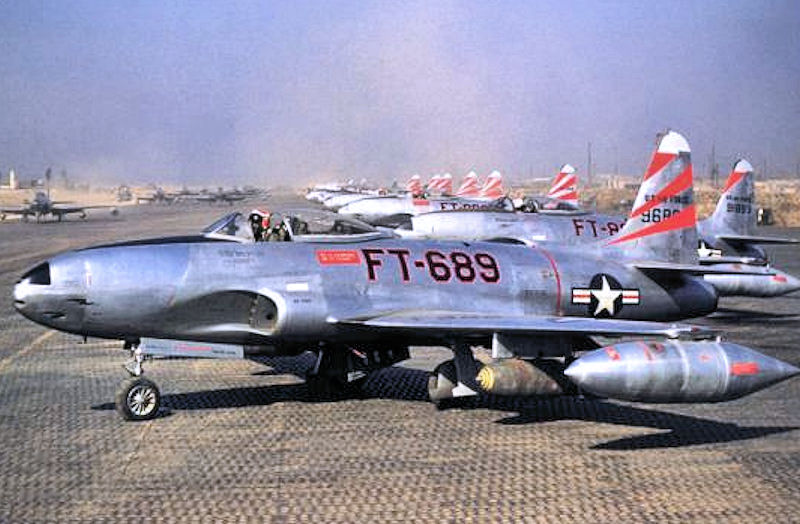
Stíhací peruť: Lockheedy F-80 36th Fighter-Bomber Squadron USAF, válka v Koreji, základna Suwon, 1950

Perutě v meziválečném československém letectvu představovaly ekvivalent praporu u pozemního vojska. Jednotlivé perutě se skládaly ze dvou až čtyř letek po 9–12 letounech, nejčastěji však ze tří letek. Československé perutě tedy měly ve stavu kolem 20–40 letounů.
Termín peruť se rovněž používá pro označení útvarů RAF s cca 12 a více letadly (Squadron) – například 310. československá stíhací peruť RAF (№ 310 Fighter Squadron). Britské perutě se dále dělily na letky (Flights), které měly do roku 1939 šest letounů ve dvou trojicích (Sections). Počínaje rokem 1940 se začaly ve větší míře používat čtyřčlenné formace tvořené dvěma dvojicemi. Několik perutí mohlo působit společně v útvaru zvaném křídlo (Wing).
Poválečné československé letectvo přejalo sovětský model organizace leteckých jednotek. Základní jednotkou byly letky s 12 stroji, jejichž nadřazeným útvarem byly letecké pluky, které byly zpočátku tvořeny čtyřmi a později třemi letkami. Označení peruť se nepoužívá ani u Vzdušných sil Armády České republiky, jejichž základní jednotkou jsou letky (s velmi proměnlivým počtem strojů), které spadají pod jednotlivá křídla leteckých základen.
Zatímco perutě stíhacích letadel mají typicky ve stavu 16–24 strojů, peruť vícemotorových bombardovacích či transportních strojů může mít početní stav nižší. Ve většině ozbrojených sil jsou perutě dále seskupeny do vyšších jednotek, jako je například skupina nebo křídlo.
Některá letectva (včetně Royal Air Force, Armée de l'Air, Koninklijke Luchtmacht, Luftwaffe a United States Air Force) označení odpovídající peruti či letce užívají i pro pozemní jednotky (zdravotnické, radioelektronické, spojovací, technického zabezpečení a údržby, raketové protivzdušné obrany, stavební anebo strážní apod.) svou velikostí a organizačním zařazením přibližně odpovídající letovým perutím.
Velící důstojník perutě je obvykle nositelem hodnosti majora či podplukovníka, respektive jejich ekvivalentu v příslušné složce ozbrojených sil.